# 羅克比 (內布拉斯加州)
羅克比（英語：Rokeby）是位於美國內布拉斯加州蘭開斯特縣的非建制地區。

## 歷史
羅克比的郵局於1894年設立，其後於1919年停運。

## 地理
羅克比所處的海拔為高於海平面381米（即1250英呎），而該地所採用的時區為UTC-6，即北美中部时区（CST）。同時該地設有夏令時間，為UTC-6調快一小時，即UTC-5（CDT）。